# Parlementaire enquête naar de exploitatie van Nederlandse Spoorwegen
De parlementaire enquête naar de exploitatie van Nederlandse Spoorwegen was een parlementaire enquête door de Tweede Kamer in 1881 en 1882.
Nederland kende in de 19e eeuw vele spoorwegmaatschappijen, die zowel in handen van particulieren als van de Nederlandse Staat waren. Dit leidde tot de nodige moeilijkheden ten aanzien van het spoorwegverkeer. Op voorstel van onder meer Johannes Tak van Poortvliet werd daarom besloten tot een onderzoek naar verbetering van de exploitatie. Dit vond plaats in 1881-1882.
Centrale vraag was: Hoe moet de exploitatie van de spoorwegen in Nederland worden ingericht zodat deze zo veel mogelijk kan voldoen aan de behoefte van het verkeer?
Onderwerpen die aan de orde kwamen, waren: de ligging van het spoorwegnet, de aansluiting op het buitenland, de verdeling over de verschillende maatschappijen, materieel, personeel, frequentie en vrachtvervoer.
De parlementaire enquête werd geleid door Tak van Poortvliet. In de commissie zaten zeven leden. Er werden 128 personen gehoord.
In een uitvoerig verslag (bijna 800 pagina's) dat afzonderlijk werd uitgegeven, werd de aanbeveling gedaan het aantal maatschappijen dat belast was met de exploitatie van spoorwegen te beperken tot drie maatschappijen. In 1890 bleven daarvan de Hollandsche IJzeren Spoorweg-Maatschappij (HIJSM) en de Maatschappij tot Exploitatie van Staatsspoorwegen (SS) over als twee grote spoorwegmaatschappijen. Uiteindelijk zouden hieruit in 1937 de Nederlandse Spoorwegen (NS) ontstaan.
Verder werd voorgesteld al het benodigde materieel in Nederland te laten vervaardigen, de rusttijden van spoorwegbeambten beter te regelen, de verkoop van sterkedrank aan spoorwegpersoneel op stations zo veel mogelijk te beperken, de controle op plaatsbewijzen te verbeteren en douaneformaliteiten te vereenvoudigen.

## Enquêtecommissie
- Johannes Tak van Poortvliet (liberaal)
- Jan Reijnaud Corver Hooft (conservatief)
- Christianus Joannes Antonius Heydenrijck (RK)
- Abraham Johan Thomassen à Thuessink van der Hoop van Slochteren (AR), tot maart 1882 (overleden)
- Jan Christiaan Fabius (ARP), sedert maart 1882
- Arthur Kool (liberaal)
- Rudolf Pieter Mees R.Azn. (liberaal)
- Jan Willem Jacobus de Vos van Steenwijk (liberaal)